# Зелёный Городок (Московская область)
Зелёный Городок — посёлок сельского типа в Пушкинском районе Московской области России, входит в состав городского поселения Правдинский. Население — 914 чел. (2010).

## География
Расположен на севере Московской области, в южной части Пушкинского района, рядом с М8 Ярославским шоссе, примерно в 5 км к северо-востоку от центра города Пушкино и 21 км от Московской кольцевой автодороги, на реке Скалбе, впадающей в Учу.
В 3 км к западу — линия Ярославского направления Московской железной дороги. Ближайшие сельские населённые пункты — село Братовщина и деревня Костино, ближайшая железнодорожная станция — платформа Заветы Ильича. 

## Транспорт
- 28 (ст. Пушкино — Костино) [3].

## История
В 1963 году принято решение Московского Совета, согласно которому вся прилегающая к деревне Костино территория площадью 110 га была передана главному управлению промышленности строительных материалов при Московском городском Исполнительном комитете с целью строительства зоны отдыха «Зелёный городок», в память о существовавшем в 1930-е годы Зелёном городе, в результате чего для сотрудников городка были построены пять пятиэтажных жилых домов.
1994—2006 гг. — посёлок Братовщинского сельского округа Пушкинского района.
С 2006 года — посёлок городского поселения Правдинский Пушкинского муниципального района Московской области.

## Население
| 2002 | 2006 | 2010 |
| ---- | ---- | ---- |
| 1022 | ↘941 | ↘914 |